# Гексамино
Гексамино́ — шестиклеточное полимино, то есть плоская фигура, состоящая из шести равных квадратов, соединённых сторонами. С фигурами гексамино, как со всеми полимино, связано много задач занимательной математики.

35 фигур гексамино

Если не считать различными фигуры, совпадающие при поворотах и зеркальных отражениях, то различных («свободных») форм гексамино насчитывается 35 (см. рисунок). Существует 60 видов «односторонних» гексамино (если зеркальные отражения считаются различными фигурами) и 216 видов «фиксированных» гексамино (различными считаются также и повороты).

## Классификация гексамино по симметрии
35 свободных фигур гексамино по их свойствам симметрии можно разделить на 5 категорий:
- 20 фигур гексамино (на рисунке изображены серым цветом) асимметричны;
- 6 гексамино (изображены красным) имеют ось симметрии, параллельную линиям квадратной сетки;
- 2 гексамино (изображены зелёным) имеют диагональную ось симметрии;
- 5 гексамино (изображены синим) имеют центральную (вращательную) симметрию второго порядка;
- 2 гексамино (изображены фиолетовым) имеют две оси симметрии, параллельных линиям сетки.

Для односторонних гексамино (то есть если зеркальные отражения фигур считать различными), первая и четвёртая категории удваиваются в численности, что даёт дополнительно 25 гексамино, то есть в общей сложности 60. Для фиксированных гексамино (то есть если повороты также рассматривать как различные фигуры), то первая категория возрастёт в восемь раз по сравнению со свободнми гексамино, следующие три категории — в четыре раза, а из последней категории — в два. Это даст {\displaystyle 20\times 8+(6+2+5)\times 4+2\times 2=216} фиксированных гексамино.

## Составление фигур из гексамино

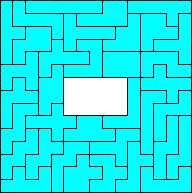
Квадрат 15×15 с отверстием 3×5, составленный из гексамино

Хотя полный набор из 35 гексамино имеет общую площадь 210 квадратов, из них невозможно составить какой-либо прямоугольник с такой площадью (3×70, 5×42, 6×35, 7×30, 10×21, 14×15) — в отличие от 12 пентамино, из которых можно сложить любой из прямоугольников 3×20, 4×15, 5×12 и 6×10. Доказать это можно, раскрасив гексамино и прямоугольник в шахматном порядке. Тогда 11 фигур гексамино будут иметь чётное количество квадратов обоих цветов (2 белых и 4 чёрных или наоборот), а остальные 24 гексамино — нечётное (3 белых и 3 чёрных). Таким образом, в любой фигуре, составленной из полного набора гексамино, число квадратов каждого цвета будет чётным. Но любой прямоугольник из 210 квадратов будет иметь 105 чёрных квадратов и 105 белых, то есть нечётное число.
Тем не менее, есть другие симметричные фигуры из 210 квадратов, которые могут быть составлены из гексамино. Например, квадрат 15×15 с прямоугольным отверстием 3×5 в центре имеет 106 белых и 104 чёрных квадрата (или наоборот) и может быть составлен из полного набора в 35 гексамино.

### Некоторые симметричные укладки гексамино

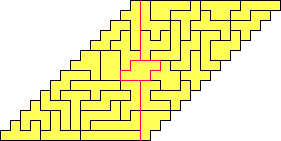
«Параллелограмм» 15×14 с зубчатыми боковыми сторонами
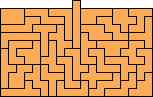
Прямоугольник 19×11 с одноклеточным выступом
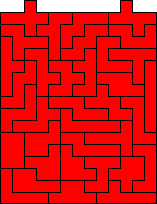
Прямоугольник 13×16 с двумя выступами
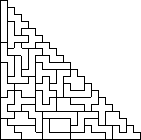
«Треугольник» с зубчатой гипотенузой
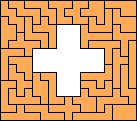
Прямоугольник 17×15 с крестообразным отверстием

Кроме того, из 60 односторонних гексамино, имеющих общую площадь в 360 единичных квадратов, можно составить прямоугольники 5×72, 6×60, 8×45, 9×40, 10×36, 12×30, 15×24 и 18×20.

## Развёртки куба
11 из 35 фигур гексамино являются развёртками куба (см. рисунок). Сложить из них прямоугольник площадью в 66 единичных квадратов невозможно.